# Filtración de flujo cruzado

Diagrama de filtración de flujo cruzado

En ingeniería química, ingeniería bioquímica y purificación de proteínas, la filtración de flujo cruzado (también conocida como filtración de flujo tangencial) es un tipo de filtración (una operación unitaria). La filtración de flujo cruzado es diferente de la filtración sin salida en la que la alimentación pasa a través de una membrana o lecho, los sólidos quedan atrapados en el filtro y el filtrado se libera en el otro extremo. La filtración de flujo cruzado recibe su nombre porque la mayor parte del flujo de alimentación viaja tangencialmente a través de la superficie del filtro, en lugar de hacia el filtro. La principal ventaja de esto es que la torta de filtración (que puede cegar el filtro) se elimina sustancialmente durante el proceso de filtración, lo que aumenta el tiempo que una unidad de filtración puede estar operativa. Puede ser un proceso continuo, a diferencia de la filtración sin salida por lotes. 

Diagrama de filtración de flujo cruzado

Este tipo de filtración se selecciona típicamente para alimentos que contienen una alta proporción de sólidos de tamaño de partícula pequeño (donde el permeado es de mayor valor) porque el material sólido puede bloquear (cegar) rápidamente la superficie del filtro con una filtración sin salida. Los ejemplos industriales de esto incluyen la extracción de antibióticos solubles de los licores de fermentación. 
La principal fuerza impulsora del proceso de filtración de flujo cruzado es la presión transmembrana. La presión transmembrana es una medida de la diferencia de presión entre dos lados de la membrana. Durante el proceso, la presión transmembrana puede disminuir debido a un aumento de la viscosidad del permeado, por lo tanto, la eficiencia de filtración disminuye y puede llevar mucho tiempo para procesos a gran escala. Esto se puede prevenir diluyendo el permeado o aumentando el caudal del sistema. 

## Operación

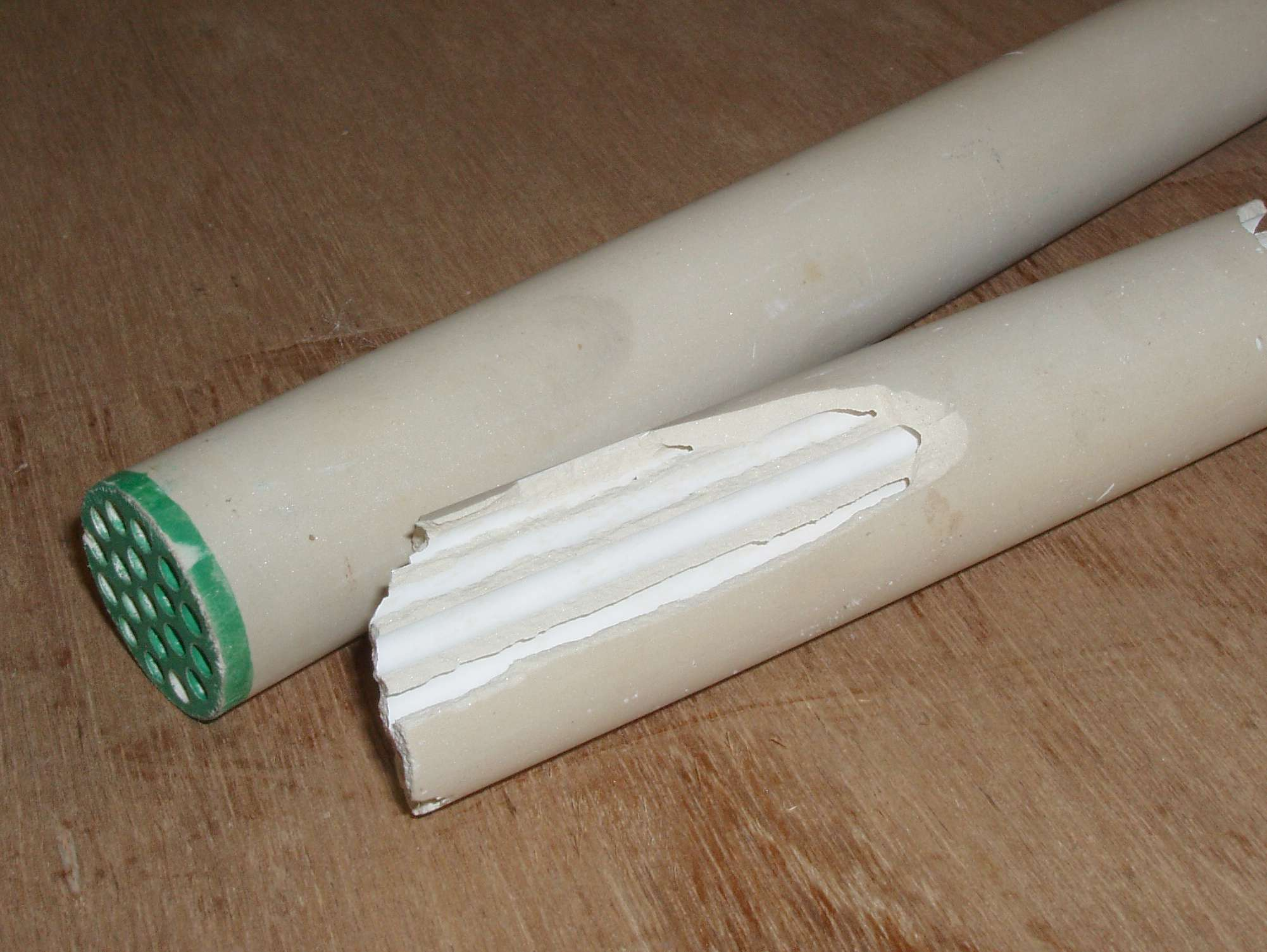
Membrana cerámica para filtración industrial de flujo cruzado

En la filtración de flujo cruzado, la alimentación pasa a través de la membrana del filtro (tangencialmente) a presión positiva con respecto al lado del permeado. Una proporción del material que es menor que el tamaño de los poros de la membrana pasa a través de la membrana como permeado o filtrado; todo lo demás se retiene en el lado de alimentación de la membrana como retenido. 
Con la filtración de flujo cruzado, el movimiento tangencial de la mayor parte del fluido a través de la membrana hace que las partículas atrapadas en la superficie del filtro se eliminen por frotamiento. Esto significa que un filtro de flujo cruzado puede funcionar continuamente con cargas de sólidos relativamente altas sin cegar. 

## Beneficios sobre la filtración convencional
- Se logra una mayor tasa de eliminación general de líquido mediante la prevención de la formación de la torta de filtración.
- La alimentación del proceso permanece en forma de lechada móvil, adecuada para su posterior procesamiento
- El contenido de sólidos de la suspensión de producto puede variar en un amplio rango
- Es posible fraccionar partículas por tamaño[3]
- Efecto pellizco tubular

## Aplicaciones industriales

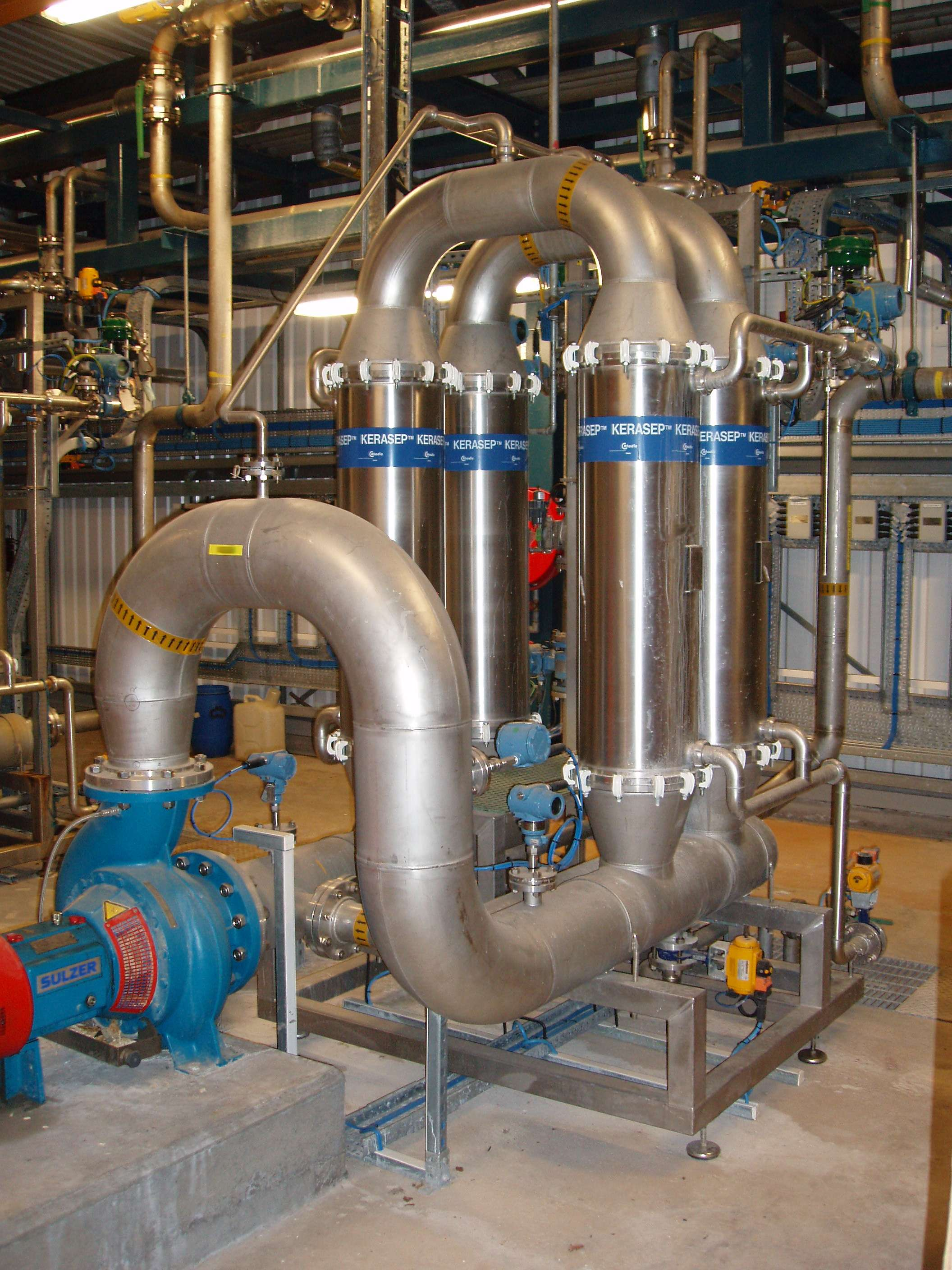
Unidad de filtración para filtración industrial de flujo cruzado

La tecnología de filtración por membrana de flujo cruzado se ha utilizado ampliamente en la industria de todo el mundo. Las membranas de filtración pueden ser poliméricas o cerámicas, dependiendo de la aplicación. Los principios de la filtración de flujo cruzado se utilizan en ósmosis inversa, nanofiltración, ultrafiltración y microfiltración. Al purificar el agua, puede resultar muy rentable en comparación con los métodos tradicionales de evaporación. 
En la purificación de proteínas, el término filtración de flujo tangencial (TFF, del inglés tangential flow filtration) se utiliza para describir la filtración de flujo cruzado con membranas. El proceso se puede utilizar en diferentes etapas durante la purificación, dependiendo del tipo de membrana seleccionada.
En la fotografía de una unidad de filtración industrial (derecha), es posible ver que la tubería de reciclaje es considerablemente más grande que la tubería de alimentación (tubería vertical en el lado derecho) o la tubería de permeado (pequeños colectores cerca de las filas de abrazaderas blancas). Estos tamaños de tubería están directamente relacionados con la proporción de líquido que fluye a través de la unidad. Se utiliza una bomba dedicada para reciclar la alimentación varias veces alrededor de la unidad antes de que el retenido rico en sólidos se transfiera a la siguiente parte del proceso. 

## Técnicas para mejorar el rendimiento

### Lavado a contracorriente
En el lavado a contracorriente o backwashing, la presión transmembrana se invierte periódicamente mediante el uso de una bomba secundaria, de modo que el permeado fluye de regreso a la alimentación, levantando la capa de suciedad de la superficie de la membrana. El lavado a contracorriente no es aplicable a las membranas enrolladas en espiral y no es una práctica general en la mayoría de las aplicaciones.

### Flujo tangencial alterno (ATF)
Se utiliza una bomba de diafragma para producir un flujo tangencial alterno, lo que ayuda a desalojar las partículas retenidas y evitar el ensuciamiento de la membrana. Repligen es el mayor productor de sistemas ATF. 

### Limpieza en el lugar (CIP)

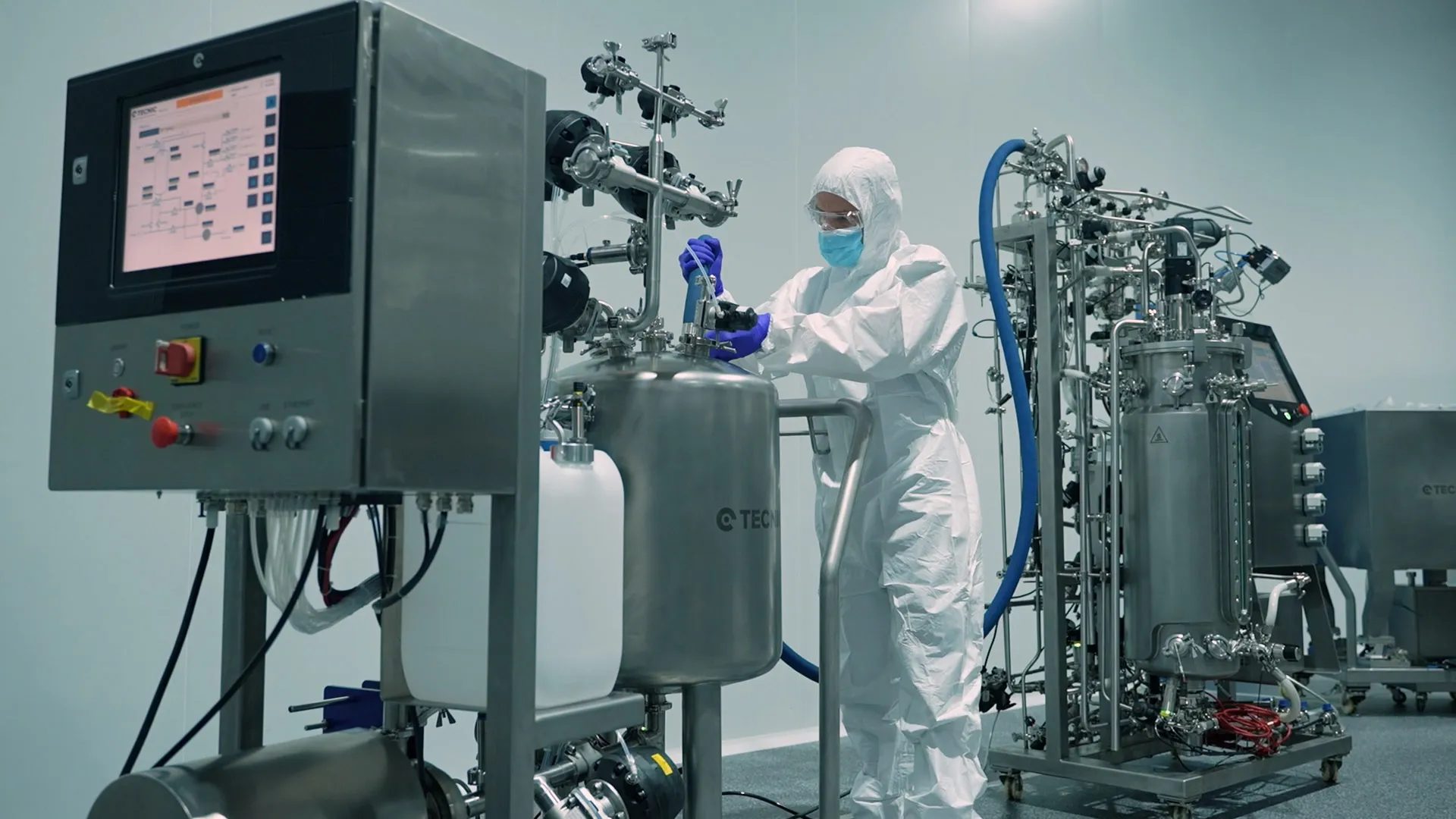
Una persona utilizando un sistema de limpieza CIP

Los sistemas de limpieza en el lugar (CIP, del inglés Clean-in-place) se utilizan normalmente para eliminar la suciedad de las membranas después de un uso prolongado. El proceso CIP puede utilizar detergentes, agentes reactivos como hipoclorito de sodio y ácidos y álcalis como ácido cítrico e hidróxido de sodio (NaOH). El hipoclorito de sodio (lejía) debe eliminarse del alimento en algunas plantas de membrana. El blanqueador oxida las membranas de película fina. La oxidación degradará las membranas hasta un punto en el que ya no funcionarán a los niveles de rechazo nominales y tendrán que ser reemplazadas. Se puede agregar lejía a un CIP de hidróxido de sodio durante la puesta en marcha inicial del sistema antes de que se carguen membranas enrolladas en espiral en la planta para ayudar a desinfectar el sistema. El blanqueador también se usa para las membranas CIP perforadas de acero inoxidable (Graver), ya que su tolerancia al hipoclorito de sodio es mucho mayor que una membrana enrollada en espiral. Los cáusticos y los ácidos se utilizan con mayor frecuencia como productos químicos CIP primarios. El cáustico elimina las incrustaciones orgánicas y el ácido elimina los minerales. Las soluciones enzimáticas también se utilizan en algunos sistemas para ayudar a eliminar el material orgánico contaminante de la planta de membranas. El pH y la temperatura son importantes para un programa CIP. Si el pH y la temperatura son demasiado altos, la membrana se degradará y el rendimiento del fundente se verá afectado. Si el pH y la temperatura son demasiado bajos, el sistema simplemente no se limpiará correctamente. Cada aplicación tiene diferentes requisitos de CIP. Por ejemplo, una planta de ósmosis inversa (RO) para lácteos probablemente requerirá un programa CIP más riguroso que una planta de RO para purificación de agua. Cada fabricante de membranas tiene sus propias pautas para los procedimientos CIP de su producto. 

### Concentración
El volumen del fluido se reduce permitiendo que ocurra el flujo de permeado. El disolvente, los solutos y las partículas más pequeñas que el tamaño de los poros de la membrana pasan a través de la membrana, mientras que las partículas más grandes que el tamaño de los poros se retienen y, por lo tanto, se concentran. En aplicaciones de bioprocesamiento, la concentración puede ir seguida de diafiltración. 

### Diafiltración
Para eliminar eficazmente los componentes del permeado de la suspensión, se puede añadir disolvente nuevo a la alimentación para reemplazar el volumen del permeado, a la misma velocidad que el flujo del permeado, de manera que el volumen en el sistema permanezca constante. Esto es análogo al lavado de la torta de filtración para eliminar los componentes solubles. La dilución y la reconcentración a veces también se denominan "diafiltración". 

### Interrupción del flujo de procesos (PFD)
Un enfoque técnicamente más simple que el lavado a contracorriente es establecer la presión transmembrana a cero cerrando temporalmente la salida de permeado, lo que aumenta el desgaste de la capa de ensuciamiento sin la necesidad de una segunda bomba. El PFD no es tan eficaz como el lavado a contracorriente para eliminar las incrustaciones, pero puede resultar ventajoso. 

## Cálculo de caudal
El flujo o tasa de flujo en los sistemas de filtración de flujo cruzado viene dado por la ecuación:
```

  

    

      

        
J

        
=

        

          

            

              
Δ

              
P

            

            

              
(

              

                
R

                

                  

                    
m

                  

                

              

              
+

              

                
R

                

                  

                    
c

                  

                

              

              
)

              
μ

            

          

        

      

    

    
{\displaystyle J={\frac {\Delta P}{(R_{\rm {m}}+R_{\rm {c}})\mu }}}

  

```

en el cual: 
- {\displaystyle J}: flujo de líquido
- {\displaystyle \Delta P}: presión transmembrana (también debe incluir los efectos de la presión osmótica para las membranas de ósmosis inversa)
- {\displaystyle R_{\rm {m}}}: Resistencia de la membrana (relacionada con la porosidad general)
- {\displaystyle R_{\rm {c}}}: Resistencia de la torta (variable; relacionada con el ensuciamiento de la membrana)
- {\displaystyle \mu }: viscosidad del líquido

Nota: {\displaystyle R_{\rm {m}}} y {\displaystyle R_{\rm {c}}} incluyen la inversa del área superficial de la membrana en su derivación; por tanto, el flujo aumenta al aumentar el área de la membrana. 